# William Joseph Burns
William Joseph Burns (født 4. april 1956) er en amerikansk diplomat, der har fungeret som direktør for Central Intelligence Agency (CIA) i Biden-administrationen siden 19. marts 2021.
Han fungerede tidligere som USA's viceudenrigsminister i perioden fra 2011 til 2014. I 2009 fungerede han som fungerende udenrigsminister, inden Senatet havde godkendt præsident Obamas nominering af Hillary Clinton. Han trak sig tilbage fra udenrigspolitisktjeneste i 2014 efter en 32-årig diplomatisk karriere. Fra 2014 til 2021 fungerede han som præsident for Carnegie Endowment for International Peace.
Burns har tidligere tjent som USA's ambassadør i Jordan fra 1998 til 2001, assisterende udenrigsminister for anliggender i Nærorienten fra 2001 til 2005, USA's ambassadør i Rusland fra 2005 til 2008 og viceudenrigsminister for Politisk Anliggender i perioden fra 2008 til 2011.
I januar 2021 nominerede præsident Biden Burns til at blive direktør for Central Intelligence Agency (CIA). Han blev enstemmigt bekræftet ved stemmeafstemning den 18. marts 2021. Han blev officielt taget i ed som direktør den 19. marts 2021, mens han ceremonielt blev taget i ed af vicepræsident Kamala Harris den 23. marts 2021.

## Yderligere læsning
- Burns, William J. (2019): The Back Channel: A Memoir of American Diplomacy and the Case for Its Renewal. Random House Publishing Group. ISBN 978-0525508861

## Eksterne links
- Optrådte på C-SPAN
- "Biography of William J. Burns". United States Department of State. 9. juni 2008. Hentet 2010-12-08.
- United States Embassy in Moscow: Biography of the Ambassador